# Grimpa-soques de ratlles blanques
El grimpa-soques de ratlles blanques (Lepidocolaptes leucogaster) és una espècie d'ocell de la família dels furnàrids (Furnariidae) que habita boscos subtropicals, altres formacions forestals i matolls del sud-oest i sud de Mèxic.